# ポリゴンウェイヴ
Polygon Wave（ポリゴンウェイヴ）は、日本のテクノポップユニットPerfumeによる楽曲。2021年7月2日にデジタル配信シングルとしてリリースされ、後にEP『Polygon Wave EP』のリード曲としてCD化された。

## タイアップ
日本版Amazon Original番組『ザ・マスクド・シンガー』（日本テレビ系）のテーマソングとして使用された。

## 背景と制作
作詞・作曲・編曲・プロデュースを中田ヤスタカが担当。ダンスチューンとしてグルーヴ感とキャッチーさを両立する方向で制作され、リリース後にEPとしてリリースが発表された。

## ミュージック・ビデオ
2021年7月2日に公式YouTubeチャンネルで公開されたMVは、ギター・ベース・ドラムのバンド感を強調した演出が話題となった。

## メディア評価
- Redditでは「ヘビーバス、グルーヴィなリズム、楽しいダンス」が称賛され、欧米ファンからも高評価を獲得[5]。
- Random J Popは「『Polyrhythm』を思わせる安心感」とし、Perfumeらしさが感じられる楽曲と評価[6]。

## EP『Polygon Wave EP』
2021年9月22日リリースのEPには、オリジナル、リミックス、インストに加え「∞ループ」「アンドロイド＆」「システムリブート」等を収録。初回限定盤2種と通常盤があり、オリコン週間アルバムチャートで**初登場2位**を獲得。

## ライブ披露
- **Perfume LIVE 2021 [polygon wave]**（2021年8月14–15日・ぴあアリーナMM）で初披露され、収録曲「システムリブート」はオープニングテーマとして使用された[7][8]。
- **Perfume LIVE 2022 [polygon wave]** ツアーでもセットリスト入り[要出典]。

## チャート成績
EPはオリコン週間チャートで初登場2位、Billboard Japan Hot Albumsでも**2位**を記録。また、10週連続でトップ100入りを達成。